# مركز بدايات يافا
مركز بدايات يافا مركز جماهيري يقع في مركز هيرش للطفولة المبكرة في حي العجمي في يافا. بدأ العمل في كانون أول 2009. يعمل بدايات بالتعاون مع مركز هيرش والذي يقدم خدمات علاجية متنوعة لأطفال ذوي احتياجات خاصة. مركز بدايات ومركز هيرش معا يقدمان خدمات علاجية وتربوية كثيرة ومميزة للمختصين في الطفولة المبكرة في يافا وأيضا للأطفال وأهاليهم.
يسعى كل من المركزين -بدايات وهيرش- جاهدين لتعزيز وتمكين البالغين المهمين في عالم الأولاد في جيل الطفولة المبكرة حتى ست سنوات
كالأخصائيين، الطلبة، الأهالي، أبناء عائلاتهم. كما ويقدم التأهيل المهني لمختصين في الطفولة المبكرة. 

## فعاليات ونشاطات يقدمها المركز
- توطيد العلاقة بين المربية والوالدين وتنمية الجانب الحسي والحركي
- محاضرات تربوية متنوعة
- الوالدية، تحديات ومتعة وطرق مواجهة
- الأطفال يقرأون ويتحدثون ويلعبون في المكتبة
- نلعب معا، لعب جماعي مصحوب بإرشاد
- أيام مفتوحة ولهو مشترك للوالدين والأطفال
- فعاليات صيفية في العطلة الصيفية- العاب على الشاطئ